# David van den Bosch
David van den Bosch (22 september 1982) is een Nederlandse dichter, schrijver, theatermaker en verhalenverteller.
Hij was onder meer artistiek leider van Toneelgroep Kanalje en acteur bij improvisatie-theatergroep Het Garnizoen. Voor Kanalje schreef en regisseerde hij de voorstellingen Het ziekbed van Cú Chulainn (2009) en De veelzijdige dood van meneer Martens (2010). Zijn wortels liggen in het improvisatietheater en in deze theatervorm is hij ook trainer en docent.
In 2008 en 2009 was Van den Bosch de eerste stadsdichter van Amersfoort en in 2009 bracht hij de bundel Vóór de voorstelling uit.
Samen met Daan van Loon vormt hij vertellers-duo Dá Fhili. Zij vertellen zonder repertoire, maar bedenken en vertellen hun verhalen ter plekke, geïnspireerd op een willekeurige titel uit het publiek.
Van 2015 tot 2018 was hij onder meer als conductor (spelleider) verbonden aan Terugspeeltheater Amsterdam.

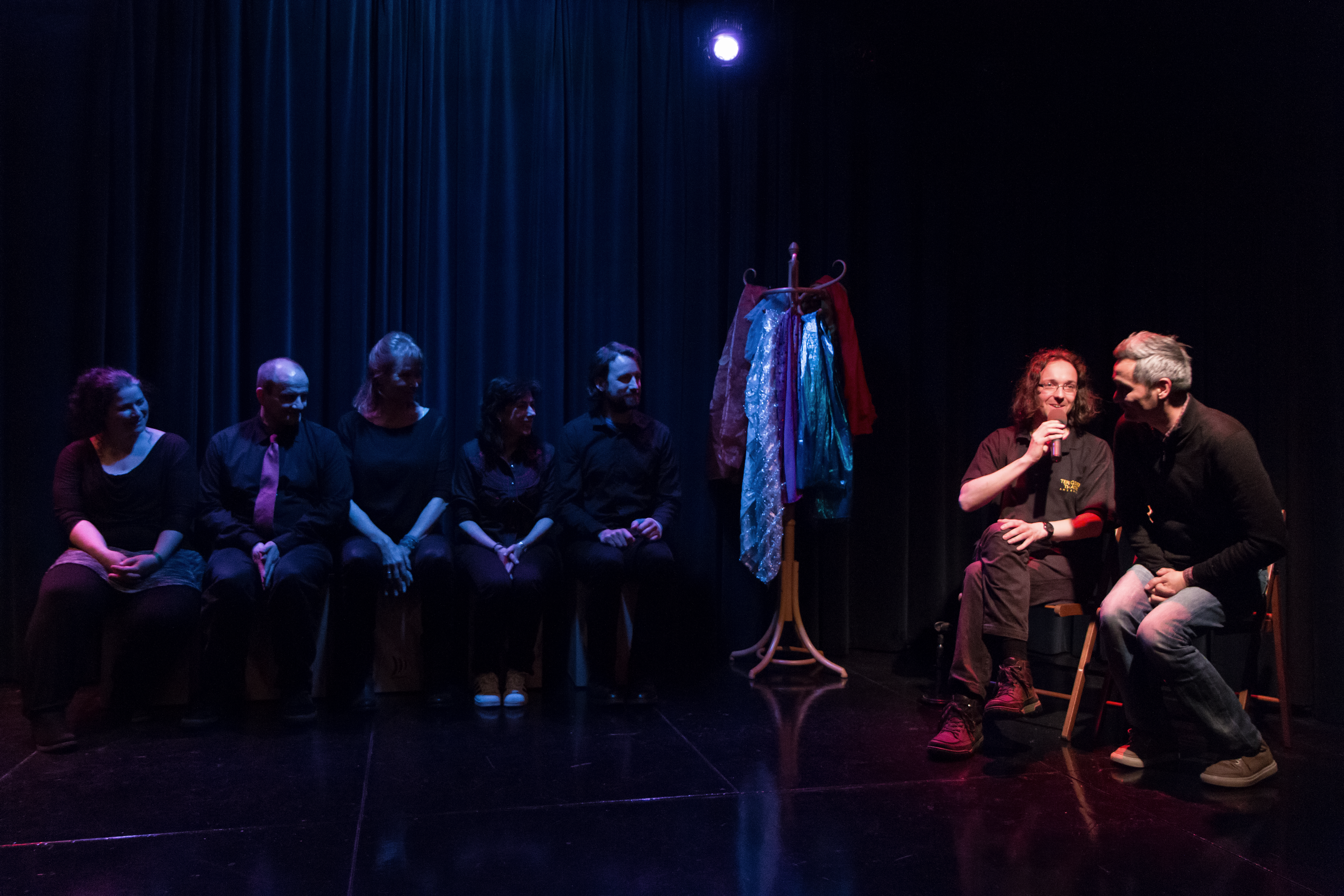
David van de Bosch in de rol van conductor tijdens een optreden in 2017 van Terugspeeltheater Amsterdam in het Betty Asfalt Complex

In december 2016 bracht uitgeverij Nabij Producties zijn eerste detective roman Het Meisje met de Hond - een Connla Quinn Mysterie uit.
Er volgden meerdere boeken over de Ierse detective Connla Quinn: Het Geheim van Harald Delorge in 2017 en De dood in het hospice in 2020.
Van den Bosch woont in Amersfoort en is een Eemlandse schrijver.